# Mechanical Animals
Mechanical Animals je třetí plné album Marilyn Mansona, které vyšlo 15. září 1998.
Čísla prvotních prodejů byla velmi vysoká, ale později se album stalo terčem kritiky a bylo masově zakazováno, což vrcholilo v důsledku Masakru na Columbine High School v roce 1999 (i přes nedostatek důkazů se má zato, že střelci byli fanoušci kapely). S prodejností se album zastavilo velmi těsně za údajem jeho předchůdce – Antichrist Superstar. Prodalo více než 8 milionů kopií (druhá nejlepší prodejnost alba této kapely), některé zdroje však uvádí dokonce 15 milionů prodaných kopií.

## Přehled
Ve srovnání s předchozí prací Marilyn Mansona, Antichrist Superstar, je album Mechanical Animals na estetické úrovni daleko méně temné, ale přesto je v celkovém pojetí mnohem více ponuré. V po stránce obrazu i hudby je Mechanical Animals 1970 inspirován Bowieho stylem glam rocku.
Hudebně je mnoho písní mnohem lehčí než v melodiích na Antichrist Superstar a jsou mnohem méně zvukově drsné. Texty jsou ale jsou mnohem více pochmurné než jeho předchůdce. V porovnání s většinou práce kapely je hudební aranžmá mnohem složitější než cokoliv, co skupina vydala předtím nebo potom.
Na albu jsou skladby rozděleny do dvou částí, které ukazují dvě strany charakteru alba. Sedm ze čtrnácti písní je perspektivou, hudbou i texty dílem fiktivní skupiny s názvem Omēga and the Mechanical Animals, zatímco zbývajících sedm dílem Marilyna Mansona pod jménem Alpha. Písně Omegy jsou většinou více nihilistické a textově povrchní, jako například „New Model No. 15,“ „User Friendly“ a „The Dope Show“. Písně Alphy jsou více emocionální a zabývají se tématy odcizení a deprese. Obal alba je vytvořen jako duální liniové poznámky, v níž z jedné strany jsou texty k písním Omegy a z druhé strany jsou skladby Alphy.
Skladby jako Alpha:
- „Great Big White World“
- „Mechanical Animals“
- „Disassociative“
- „The Speed of Pain“
- „Posthuman“
- „The Last Day on Earth“
- „Coma White“

Skladby jako Omēga:
- „The Dope Show“
- „Rock Is Dead“
- „I Want to Disappear“
- „I Don't Like the Drugs (But the Drugs Like Me)“
- „New Model No. 15“
- „User Friendly“
- „Fundamentally Loathsome“

V roce 1998 při rozhovoru sám Manson řekl jak toto album souvisí s předchozím albem kapely – řekl: „Na Antichrist Superstar jsem porovnával sám sebe k Luciferově pádu z nebe. Nové album je více o tom, co se stane když přistanu na zemi já a snažím se zapadnout mezi lidské bytosti. “Jsem jen vzorek duše udělané, aby vypadala stejně jako lidská bytost,„ z písně “I Don't Like the Drugs (But the Drugs Like Me)„). V dalších rozhovorech se Manson při srovnání těchto dvou alb přirovnal spíše k Ježíši Kristu než Luciferovi.
Po vydání Holy Wood (In the Shadow of the Valley of Death), vyšlo najevo, že správný poslech by měl být chronologicky takto: Holy Wood, Mechanical Animals a nakonec Antichrist Superstar (chronologicky naopak od jejich skutečného vydání), protože i když Antichrist Superstar i Mechanical Animals dávaly smysl jako individuální pojetí samotného alba, byl zde skryt zastřešující příběh, běh postupně přes tři vydání.